# Little Johnny Jones
Pour l’article homonyme, voir Little Johnny Jones (film, 1929).
Little Johnny Jones (Le petit Johnny Jones) est une comédie musicale écrite par George M. Cohan,,, dont la première a eu lieu en 1904.

## Synopsis
L'action se déroule en Angleterre et aux États-Unis. Le protagoniste principal, un jockey américain impétueux et partiotique nommé Johnny Jones, va en Angleterre pour participer au Derby anglais. Anthony Anstey, un Américain qui dirige un établissement de jeu chinois à San Francisco, lui offre de l'argent pour perdre délibérément la course, mais il refuse. Après que Jones a perdu, Anstey répand des rumeurs qu'il a perdu la course intentionnellement.

## Fiche technique
- Réalisation et Mise en scène : George M. Cohan
- Scénario : George M. Cohan

## Première
La comédie musicale est créée dans une mise en scène de George M. Cohan à Broadway au Liberty Theatre le 7 novembre 1904. Le rôle-titre de Johnny Jones est interprété par George M. Cohan lui-même,,.

## Chansons
- The Yankee Doodle Boy
- Give My Regards to Broadway

## Distribution
- Johnny Jones : George M. Cohan
- Ethel Levey

## Adaptations au cinéma
- 1923 : Little Johnny Jones (en) par Johnny Hines et Arthur Rosson
- 1929 : Little Johnny Jones par Mervyn LeRoy